# Autostrada A112 (Belgia)
Autostrada A112 (fla. Autosnelweg A112) – autostrada w Belgii. Jest najkrótszą drogą o parametrach autostrady w Belgii (długość 2,7 km). W całości przebiega przez prowincję Antwerpia.
Stanowi łącznik pomiędzy obwodnicą Antwerpii i autostradą A12.
W większej części swojej długości przebiega pod ziemią.